# ولادیسلاو یکم (بوهم)
ولادیسلاو یکم (چکی: Vladislav؛ حدود ۱۰۶۵ – ۱۲ آوریل ۱۱۲۵) از سال ۱۱۰۹ تا ۱۱۱۷ و از سال ۱۱۲۰ تا زمان مرگش دوک بوهم بود.

## زندگی
ولادیسلاو یکم پسر وراتیسلاو دوم و سواتاوا دختر کازیمیر اول لهستان بود. در سال ۱۱۰۷ وراتیسلاو برادرش بوریووی دوم و پسرعمویش سواتوپلوک را از بوهم تبعید کرد. در سال ۱۱۰۹ سواتوپلوک حین لشرگشی در لهستان کشته شد و جانشینی او به عنوان دوک بوهم به ولادیسلاو رسید. در سال ۱۱۱۰ بوریووی با حمایت شاهزاده بولسلاو سوم لهستان از تبعید بازگشت؛ ولی شکست خورد و توسط ولادیسلاو زندانی شد.
ولادیسلاو یکم با وجود پیروزی تحت فشار لهستان بود و وادار شد برادر کوچکترش سوبسلاو را به عنوان حاکم زنویمو در موراویا تأیید کند. در سال ۱۱۱۷ ولادیسلاو رسماً به نفع برادرش بوریووی دوم کناره‌گیری کرد؛ ولی بیشتر قدرت را در دست خود حفظ کرد. در سال ۱۱۲۰ بوریووی خلع شد و دوباره به عنوان حاکم زنویمو منصوب شد. ولادیسلاو به تخت بازگشت تا زمان مرگش در سال ۱۱۲۵ حکومت را در دست داشت.
ولادیسلاو در دوران سختی حکومت می‌کرد و موفقیت‌های قابل توجهی به دست آورد. با این وجود که سروری امپراتوری مقدس روم را همچنان به رسمیت می‌شناخت، به دخالت‌های لهستان در امور بوهم و درگیری با خویشاوندانش در موراویا واکنش نشان داد و چند لشکرکشی تهاجمی به لهستان و اتریش را سازماندهی کرد. در سال‌های ۱۱۱۰ و ۱۱۱۱ در نخستین لشکرکشی امپراتور هاینریش پنجم به ایتالیا همراه او بود و ادامهٔ سکونت ژرمن‌ها در خاک بوهم را تشویق می‌کرد.

## خانواده
ولادیسلاو از همسرش ریچزا (درگذشتهٔ ۲۷ سپتامبر ۱۱۲۵) که دختر کنت هاینریش یکم برگ بود، چهار فرزند داشت:
- سواتاوا
- ولادیسلاو دوم (حدود ۱۱۱۰ – ۱۸ ژانویهٔ ۱۱۷۴) شاه بوهم
- دپولد یکم (درگذشتهٔ اوت ۱۱۶۷)
- ییندریخ